# Pigneto (Prignano sulla Secchia)
Pigneto (Pignêt nel dialetto locale) è una frazione del comune di Prignano sulla Secchia in provincia di Modena. Si trova a nord del capoluogo comunale, sulla statale che attraversa Castelvecchio e porta a San Michele dei Mucchietti. Il suo confine ovest coincide con il limite provinciale, ed è totalmente bagnato dal fiume Secchia.

## Storia
Il toponimo sembrerebbe indicare una antica presenza di pini ed è attestato per la prima volta nel XII secolo nella sua versione Pignetvm. Inizialmente annesso al feudo di Polinago si assoggettò al comune di Modena nel 1168, similmente ad altri centri limitrofi, e già nel 1197 ebbe luogo il passaggio sotto la giurisdizione di Reggio Emilia, nella quale rimase per lungo tempo. Fu in seguito feudo dei Da Roteglia in due fasi: la prima ebbe luogo nei primi anni del trecento, la seconda tra la metà del quattrocento e l'inizio del cinquecento. Guido Antonio Da Roteglia ne fu privato per demeriti dal duca Ercole I d'Este nel 1504. Nel '400 diviene feudo della famiglia Trotti abitante la Rocca, di cui non rimane testimonianza evidente al giorno d'oggi. Da detta famiglia passò ai Montecuccoli, precisamente sotto il controllo del Marchese Massimiliano. Pigneto seguì poi, similmente alle altre terre nei dintorni, le sorti del Ducato di Modena, passando dalla Provincia reggiana a quella di attuale pertinenza. Il Ricci ne nomina centralità del relativo Marchesato.

## Monumenti e luoghi d'interesse

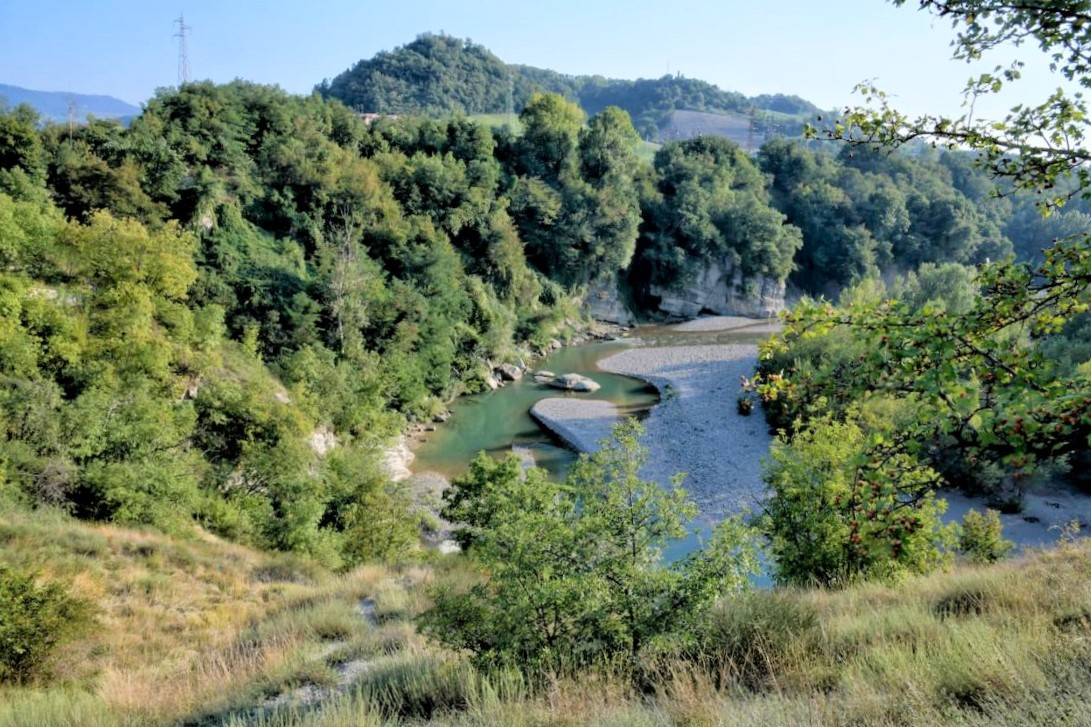
Sito archeologico del Pescale, al confine tra Pigneto e San Michele dei Mucchietti, attraversato dal fiume Secchia

Di particolare interesse la chiesa dei Santi Nazario e Celso Martiri ricordata fin dal 1462, ma le cui prime attestazioni di carattere generale potrebbero risalire al 1318, che subì trasformazioni e ampliamenti nel 1640, e nel 1731 con l'aggiunta di una cappella laterale. La struttura, data la posizione e l'incuria nella manutenzione nel corso dei secoli risulta instabile e vulnerabile mentre la facciata, recentemente intonacata, presenta il timpano ad andamento curvilineo delimitato da cuspidi in pietra arenaria. Il campanile mantiene lo stile architettonico della facciata, facendosi corpo unico con la chiesa, al cui interno è conservato un prezioso calice del XV secolo, alcuni preziosi mobili e una copia secentesca di un quadro del Correggio dedicato a Santa Caterina. La pianta è di forma trapezoidale, tre navate con cappelle laterali e abside quadrata.
La frazione ospita il rinomato Sito Archeologico del Pescale, uno dei più importanti siti archeologici del Modenese, portato alla luce dagli scavi effettuai nella prima metà del '900 da Fernando Malavolti che scoprirono uno stanziamento avente vita dalla fine del V alla metà del III millennio a.C. L'abitato si trova in posizione dominante su un promontorio fluviale caratterizzato da ripide pareti a strapiombo sul Secchia. L'insediamento, longevo per via della sua ubicazione vide succedersi diverse culture neolitiche: la cultura di Fiorano, dei "Vasi a bocca quadrata", della Lagozza. È inoltre attestata una continuità dello stanziamento nell'Eneolitico e nel Bronzo antico. Oggi è raggiungibile attraverso il sentiero CAI 504 che passa attraverso la frazione.
Il villaggio era basicamente costituito da capanne di forma ellissoidale, con pareti e copertura lignea intonacata in argilla.  Nell'area esterna si sono ritrovati scarti della lavorazione della selce e dell'ossidiana, pozzetti per l'immagazzinamento delle derrate alimentari e focolari all'aperto, mentre all'interno si sono rinvenuti resti di focolari e reperti quali vasi, macine e macinelli in pietra, utensili in osso e fusaiole di terracotta per la filatura.
Pigneto ospita le rovine di una Rocca difensiva con pareti in arenaria e laterizi eretta nel XII secolo e in cui abitarono, tra gli altri, i Trotti. 

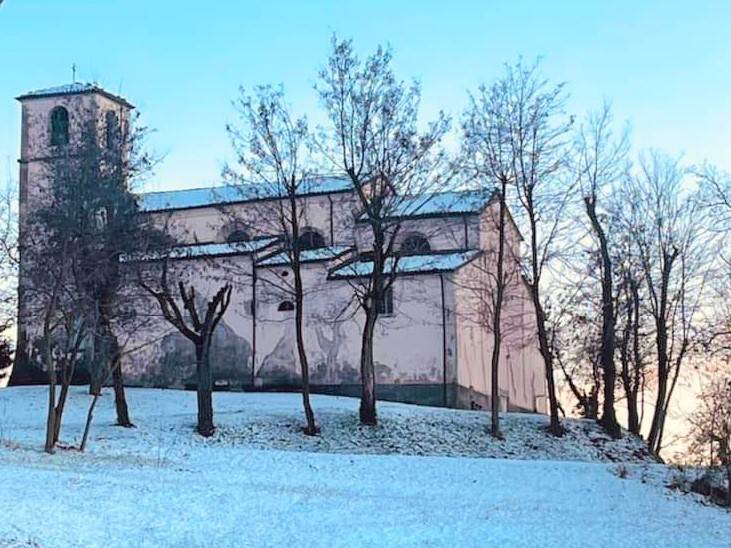
Vista laterale della Chiesa dei Ss. Nazario e Celso

## Cultura
(da "La secchia rapita")
La frazione di Pigneto è citata nel famoso poema eroicomico La secchia rapita del modenese Tassoni.

### Scuole

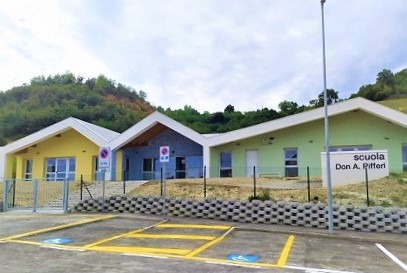
Le nuove scuole in località La Fredda

A Pigneto hanno sede una scuola dell'infanzia e una scuola primaria. Come previsto dal programma di costruzione delle medesime, l'ultimazione delle unità è avvenuta per l'anno scolastico 2021-22. L'inaugurazione si è tenuta in data 12 settembre 2021.

## Geografia antropica
Della frazione di Pigneto fanno parte le località e borgate di:

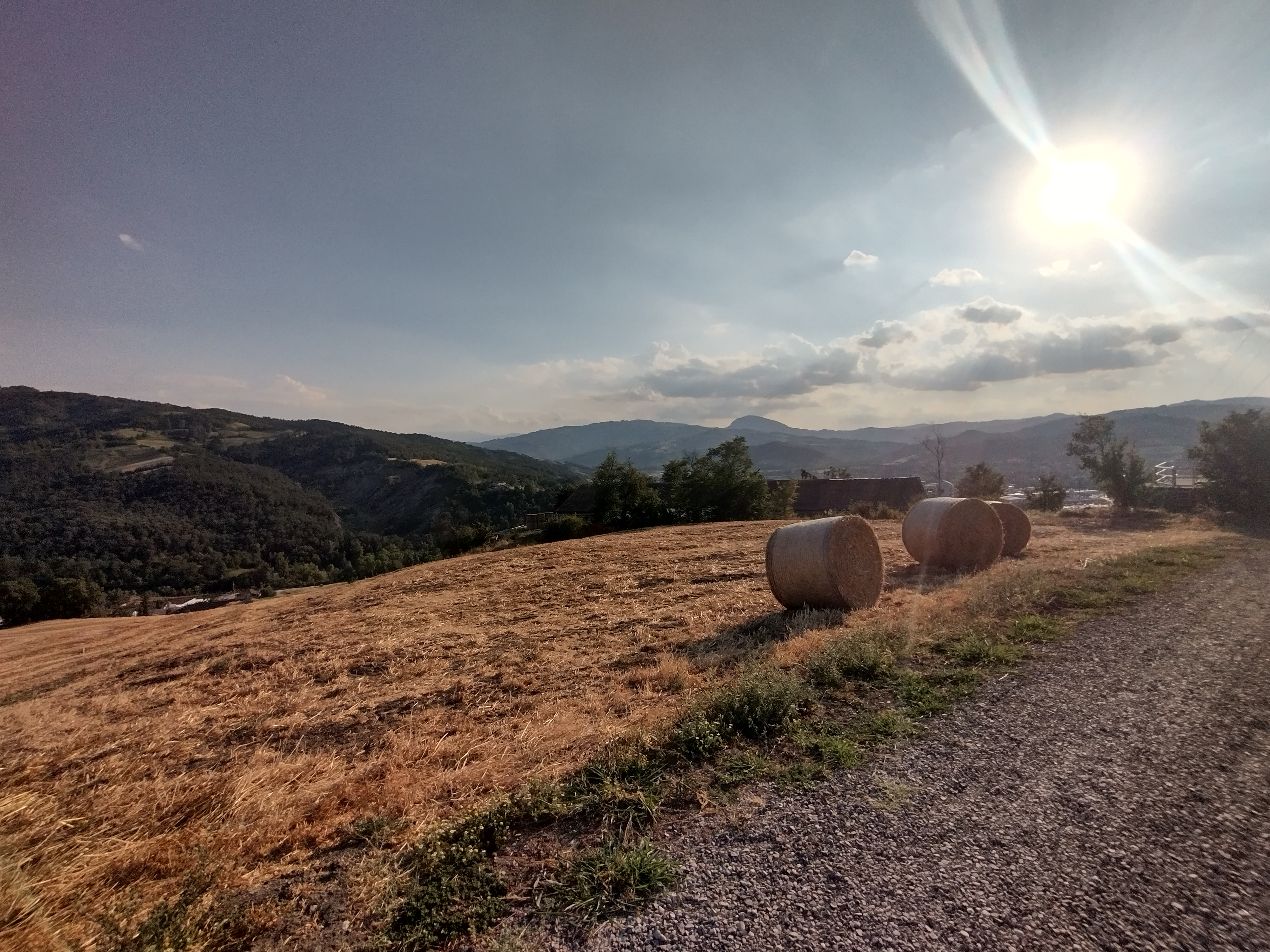
Paesaggio dal sentiero tra la borgata di Casa Azzoni e la Chiesa, con il Monte Valestra sullo sfondo

- Pescale
- Casa Azzoni
- Volta di Pigneto
- Allegara
- Antico
- Casalcicogno
- La Fredda
- Boschi
- Ponte Allegara
- La Giarina
- Pigneto Alto (Chiesa)
- Le Piane
- Pescarolo
- Vezzano
- La Quercia
- Paesaggio dal sentiero tra la borgata di Casa Azzoni e la Chiesa, con il Monte Valestra sullo sfondoFoto dell'organo della ChiesaBarighelli

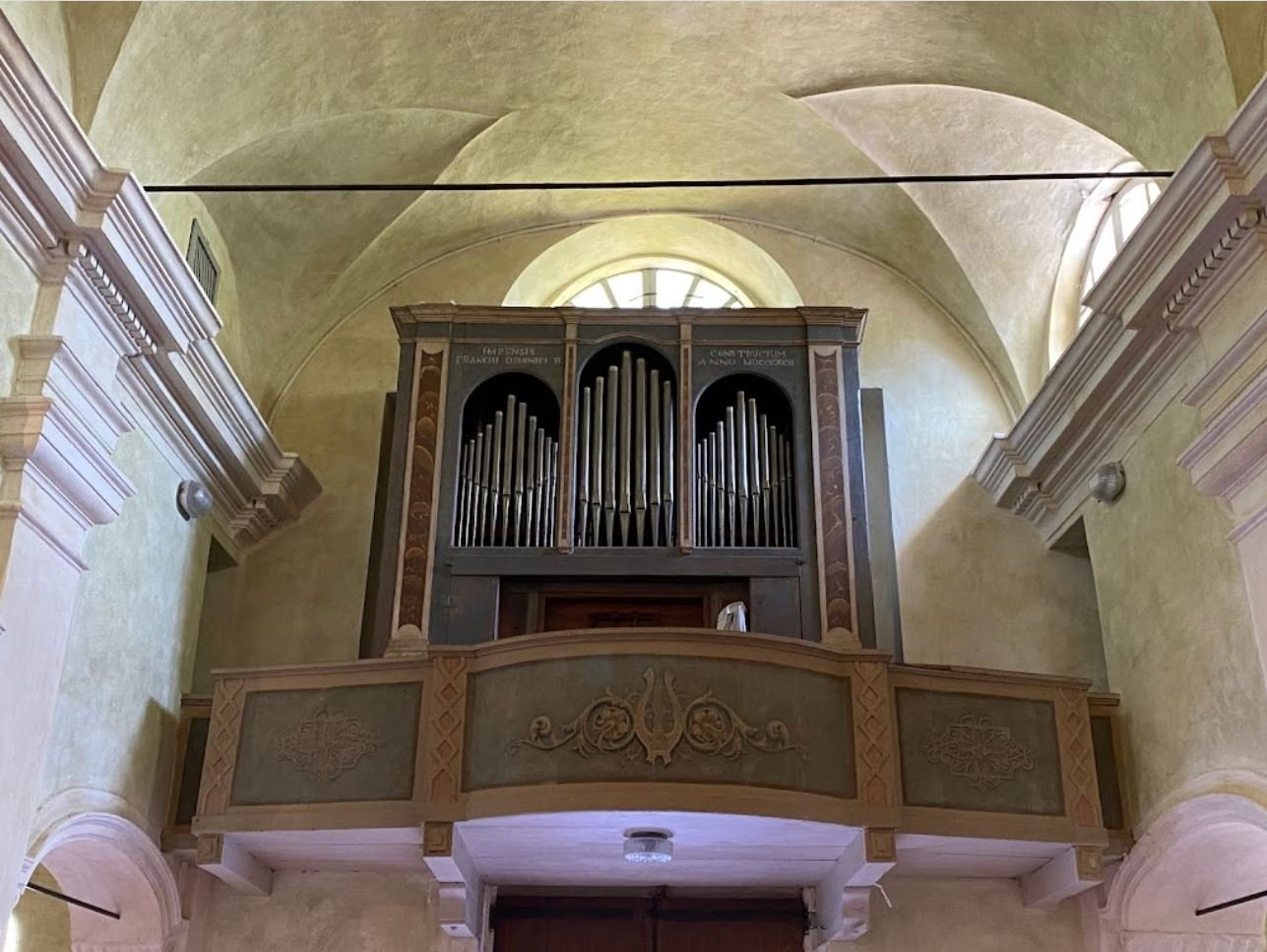
Foto dell'organo della Chiesa

## Indice demografico

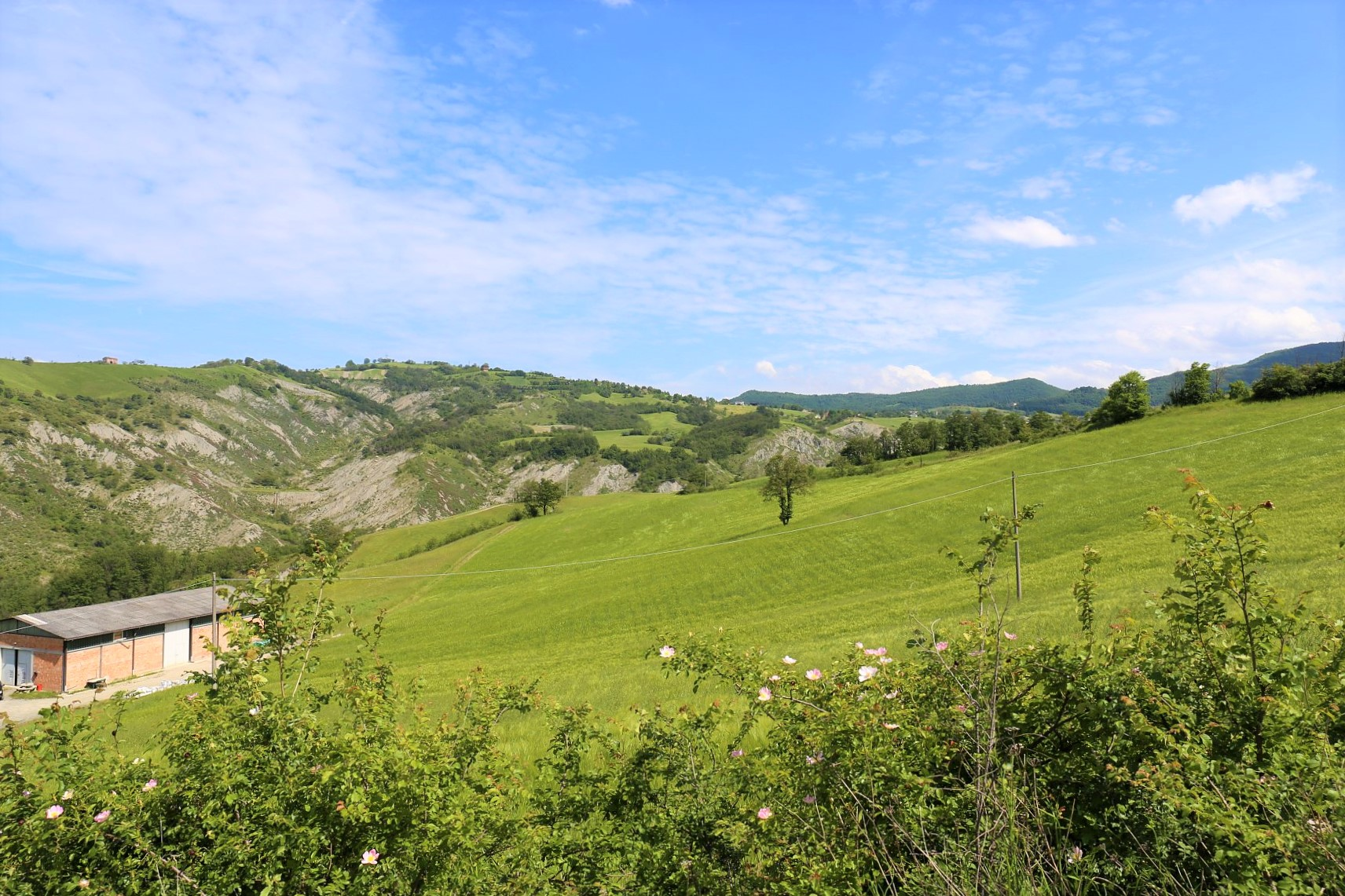
Panorama collinare